# لويس فيليبي فيرنانديز
لويس فيليبي فيرنانديز (بالإنجليزية: Luis Felipe Fernandes)‏ (29 يناير 1996 بمينيولا في الولايات المتحدة - ) هو لاعب كرة قدم أمريكي في مركز الوسط. لعب مع Fort Lauderdale Strikers (2006–2016) ‏.

## وصلات خارجية
- لويس فيليبي فيرنانديز على موقع الدوري الأمريكي (الإنجليزية)
- لويس فيليبي فيرنانديز على موقع قاعدة بيانات كرة القدم.إي يو (الإنجليزية)
- لويس فيليبي فيرنانديز على موقع Soccerway.com (الإنجليزية)